# 小金井市立小金井第一小学校
小金井市立小金井第一小学校（こがねいしりつ こがねいだいいちしょうがっこう）は、東京都小金井市に位置する小学校。市内で最初に開校し、150年以上の歴史を持つ。

## 概要
- 市内の寺院金蔵院に作られた尚絅学舎（しょうけいがくしゃ）が始まり。その歴史は古く、同学舎が完成したのは1873年で、2013年に創立140周年を迎えた。
- また2023年に創立150周年を迎えた
- 学校の教育目標は
  - 進んで考えくふうする子
  - いつも仲よく助け合う子
  - 心も体もたくましい子

## 沿革
- 1873年6月 - 金蔵院内で尚絅学舎完成[1]
- 1874年 - 名前を小金井小学校に変更
- 1892年 - 名前を尋常小金井小学校に変更
- 1893年 - 東京府管轄となり、小金井尋常小学校に名前を変更
- 1901年5月 - 小金井村桜並（現在地）に移転、開校記念日を5月28日に制定
- 1927年 - 北校舎完成
- 1935年 - 東校舎完成
- 1941年 - 名前を小金井国民学校に変更
- 1946年4月 - 中部分教場・東部分教場・西部分教場の設置
- 1947年
  - 4月 - 小金井町立小金井小学校に変更
  - 9月 - 中部分教場が小金井町立小金井第二小学校として独立
- 1949年4月 - 小金井町立小金井第一小学校に変更
- 1951年
  - 4月 - 東部分教場が小金井町立小金井第三小学校に、西部分教場が小金井町立小金井第四小学校としてそれぞれ独立
  - 5月 - 校歌制定（作詞：井田誠一、作曲：佐野鋤）[2]
- 1958年10月 - 小金井市の市制施行に伴い、名前を小金井市立小金井第一小学校へ変更
- 1960年 - 体育館完成
- 1961年 - プール完成
- 1964年4月1日 - 小金井市立前原小学校創立に伴う児童の転出
- 1973年4月1日 - 小金井市立南小学校創立に伴う児童の転出
- 1991年 - 中央校舎第一次全面改築工事
- 1992年 - 中央校舎第二次全面改築工事
- 1996年 - 校庭改修
- 2001年 - 警視庁交通部長賞受賞
- 2008年 - 直結水道工事
- 2011年 - 全教室にエアコン完備

## 学校行事
現在
4月
入学式、一学期始業式、一年生を迎える会
5月

## 通学区域
小金井市公式ページより
- 小金井市
  - 中町一丁目7～10番、二丁目3～19・24番、三丁目～四丁目全域
  - 本町一丁目全域、六丁目1～5・10～14番

## 進学先中学校
小金井市公式ページより
- 小金井市立小金井第二中学校

## 交通
- JR中央本線武蔵小金井駅より徒歩8分

## 著名出身者
- 田家大知（音楽プロデューサー、作詞家、作曲家、映像作家、音楽ライター）
- 伏木暢顕（料理人）